# Carex retrorsa
Carex retrorsa är en halvgräsart som beskrevs av Ludwig David von Schweinitz. Carex retrorsa ingår i släktet starrar, och familjen halvgräs. Inga underarter finns listade i Catalogue of Life.